# Spanley Rocks
Spanley Rocks är en kulle i Antarktis. Den ligger i Västantarktis. Argentina, Chile och Storbritannien gör anspråk på området. Toppen på Spanley Rocks är 870 meter över havet.
Terrängen runt Spanley Rocks är huvudsakligen platt, men åt sydväst är den kuperad. Trakten är obefolkad. Det finns inga samhällen i närheten.